# إبراهام لينكولن (عسكري)
إبراهام لينكولن (بالإنجليزية: Abraham Lincoln) هو عسكري أمريكي، ولد في 13 مايو 1744 في مقاطعة بركس في الولايات المتحدة، وتوفي في 1 مايو 1786 في مقاطعة جيفيرسون في الولايات المتحدة.